# Wiesława Kiełsznia-Buksińska
Wiesława Bogna Kiełsznia-Buksińska (ur. 1 czerwca 1961 w Gdańsku) – polska wioślarka, olimpijka z Moskwy (1980). Córka Józefa i Jadwigi (z d. Kozuban).

## Życiorys
W 1980 ukończyła Liceum Zawodowe nr 4 w Gdańsku, a w 1984 Akademię Wychowania Fizycznego i Sportu w Gdańsku (nauczyciel wychowania fizycznego).
Należała do KKS Gedanii (1975-1985), a jej trenerami  byli Barbara i Krzysztof Marek. Od 1979 była w kadrze narodowej.

## Osiągnięcia sportowe
- dwukrotna mistrzyni Polski;
- 1980 - uczestniczka Igrzysk Olimpijskich w Moskwie, w osadzie razem z Urszulą Niebrzydowską-Janikowską, Ewą Lewandowską-Pomes, Teresą Soroką-Frąckowską, Jolantą Modlińską, Krystyną Ambros-Żurek, Beatą Kamudą-Dudzińską, Wandą Piątkowską-Kiestrzyn, Grażyną Różańską-Pawłowską (sterniczka) – ósemki, odpadły z konkurencji – po 3. miejscu w przedbiegach (3:25.15), a następnie 4. miejscu w repesażach (3:24.04).